# Championnat du monde de Superbike 1997
Navigation
Championnat 1996 Championnat 1998
Le Championnat du monde de Superbike 1997 est la 10e édition du Championnat du monde de Superbike.

La saison a débuté le 23 mars et s'est terminée le 19 octobre après 12 manches.
John Kocinski a remporté le titre pilote grâce à ses 9 victoires et Honda le titre constructeur.

## Système de points
| Position | 1  | 2  | 3  | 4  | 5  | 6  | 7 | 8 | 9 | 10 | 11 | 12 | 13 | 14 | 15 |
| Points   | 25 | 20 | 16 | 13 | 11 | 10 | 9 | 8 | 7 | 6  | 5  | 4  | 3  | 2  | 1  |

## Calendrier
| Nb | Date         | Pays       | Circuit        | Course 1            | Course 2            | Rapport |
| -- | ------------ | ---------- | -------------- | ------------------- | ------------------- | ------- |
| 1  | 23 mars      | AUS        | Phillip Island | John Kocinski       | Aaron Slight        | Rapport |
| 2  | 20 avril     | San Marino | Misano         | Pierfrancesco Chili | John Kocinski       | Rapport |
| 3  | 4 mai        | GBR        | Donington      | Aaron Slight        | Carl Fogarty        | Rapport |
| 4  | 8 juin       | Allemagne  | Hockenheim     | Aaron Slight        | Carl Fogarty        | Rapport |
| 5  | 22 juin      | Italie     | Monza          | John Kocinski       | Pierfrancesco Chili | Rapport |
| 6  | 13 juillet   | USA        | Laguna Seca    | John Kocinski       | John Kocinski       | Rapport |
| 7  | 3 août       | EU         | Brands Hatch   | Pierfrancesco Chili | Carl Fogarty        | Rapport |
| 8  | 17 août      | Autriche   | Zeltweg        | Carl Fogarty        | Akira Yanagawa      | Rapport |
| 9  | 31 août      | Pays-Bas   | Assen          | John Kocinski       | Carl Fogarty        | Rapport |
| 10 | 21 septembre | Espagne    | Albacete       | John Kocinski       | John Kocinski       | Rapport |
| 11 | 5 octobre    | JPN        | Sugo           | Akira Yanagawa      | Noriyuki Haga       | Rapport |
| 12 | 19 octobre   | Indonésie  | Sentul         | John Kocinski       | Carl Fogarty        | Rapport |

## Classements

### Pilotes
| Pos | Pilote               | Constructeur | Points | Victoires |
| --- | -------------------- | ------------ | ------ | --------- |
| 1   | John Kocinski        | Honda        | 416    | 9         |
| 2   | Carl Fogarty         | Ducati       | 358    | 6         |
| 3   | Aaron Slight         | Honda        | 343    | 3         |
| 4   | Akira Yanagawa       | Kawasaki     | 247    | 2         |
| 5   | Simon Crafar         | Kawasaki     | 234    | 0         |
| 6   | Scott Russell        | Yamaha       | 226    | 0         |
| 7   | Pierfrancesco Chili  | Ducati       | 209    | 3         |
| 8   | Jamie Whitham        | Suzuki       | 140    | 0         |
| 9   | Neil Hodgson         | Ducati       | 137    | 0         |
| 10  | Piergiorgio Bontempi | Kawasaki     | 118    | 0         |
| 11  | Mike Hale            | Suzuki       | 87     | 0         |
| 12  | Colin Edwards        | Yamaha       | 79     | 0         |
| 13  | Noriyuki Haga        | Yamaha       | 72     | 1         |
| 14  | Pere Riba            | Honda        | 69     | 0         |
| 15  | Igor Jerman          | Kawasaki     | 50     | 0         |
| 16  | Chris Walker         | Yamaha       | 47     | 0         |
| 17  | Jochen Schmid        | Kawasaki     | 46     | 0         |
| 18  | Andreas Meklau       | Ducati       | 40     | 0         |
| 19  | Miguel Duhamel       | Honda        | 32     | 0         |
| 20  | Troy Bayliss         | Suzuki       | 22     | 0         |
| 21  | Sean Emmett          | Ducati       | 21     | 0         |
|     | John Reynolds        | Ducati       | 21     | 0         |
|     | Michael Rutter       | Honda        | 21     | 0         |
| 24  | Katsuaki Fujiwara    | Kawasaki     | 20     | 0         |
| 25  | James Haydon         | Ducati       | 19     | 0         |
| 26  | Gregorio Lavilla     | Ducati       | 18     | 0         |
| 27  | Martin Craggill      | Kawasaki     | 17     | 0         |
|     | Niall Mackenzie      | Yamaha       | 17     | 0         |
|     | Tamaki Serizawa      | Suzuki       | 17     | 0         |
| 30  | Christian Lavieille  | Honda        | 16     | 0         |
| 31  | Makoto Suzuki        | Ducati       | 15     | 0         |
| 32  | Keiichi Kitagawa     | Suzuki       | 13     | 0         |
| 33  | Tom Kipp             | Yamaha       | 12     | 0         |
|     | Christer Lindholm    | Yamaha       | 12     | 0         |
| 35  | Doug Chandler        | Kawasaki     | 11     | 0         |
|     | Yuichi Takeda        | Honda        | 11     | 0         |
| 37  | Shinya Takeishi      | Kawasaki     | 10     | 0         |
| 38  | Steve Crevier        | Honda        | 9      | 0         |
|     | Akira Ryo            | Kawasaki     | 9      | 0         |
| 40  | Damon Buckmaster     | Kawasaki     | 8      | 0         |

### Constructeurs
| Pos | Constructeur | Pts |
| --- | ------------ | --- |
| 1   | Honda        | 486 |
| 2   | Ducati       | 440 |
| 3   | Kawasaki     | 359 |
| 4   | Yamaha       | 301 |
| 5   | Suzuki       | 205 |